# Österrike i olympiska sommarspelen 1900
Österrike deltog med 13 deltagare vid de olympiska sommarspelen 1900 i Paris. Totalt vann de sex medaljer och slutade på femtonde plats i medaljligan.

## Medaljer

### Silver
- Karl Ruberl - Simning, 200 m ryggsim
- Otto Wahle - Simning, 1000 m frisim
- Otto Wahle - Simning, 200 m hindersimning

### Brons
- Siegfried Flesch - Fäktning, sabel
- Milan Neralić - Fäktning, sabel för fäktmästare
- Karl Ruberl - Simning, 200 m frisim